# ヤルヒニオ・アントニア
ヤルヒニオ・アンヘロ・ロベルト・アントニア（Jarchinio Angelo Roberto Antonia、1990年12月27日 - ）は、オランダとキュラソーのサッカー選手。キュラソー代表。ポジションはFW。

## クラブ歴
2010年9月12日にADOデン・ハーグでエールディヴィジ初出場。2011年1月に同年夏までの契約でゴー・アヘッド・イーグルスにレンタル移籍。同年夏には1年追加オプションつきの2年契約でゴー・アヘッド・イーグルスに完全移籍した。2014年夏には20万ユーロの移籍金と2017年夏までの契約でFCフローニンゲンに加入、2014-15シーズンのKNVBカップ決勝では2アシストを記録し2-0の勝利を演出、タイトルを勝ち取った。しかし、2016年2月25日にクラブは彼を無期限の出場停止処分とした。この理由についてクラブ側は「規則を守らずクラブの風紀を乱した」と説明している。同年8月31日にクラブとの契約を解除し、古巣のゴー・アヘッド・イーグルスに復帰した。
2017年7月27日にキプロス・ファーストディビジョンのオモニア・ニコシアが彼の加入を発表。9月10日のエスニコス・アフナFC戦で初出場を飾った。

## 代表歴
オランダ本土出身ではあるが、キュラソー出身の父親とスリナム出身の母の下に生まれたため、2016年3月にキュラソー代表に初招集、バルバドス代表戦で代表初出場となったが敗れた。

## タイトル

### クラブ
フローニンゲン
- KNVBカップ: 2014–15

### 代表
キュラソー
- カリビアンカップ: 2017
- キングスカップ: 2019